# حسینیه حاج واسلی
حسینیه حاج واسلی مربوط به دوره قاجار است و در بوشهر، بافت قدیم، محله دهدشتی واقع شده و این اثر در تاریخ ۲۶ اسفند ۱۳۸۶ با شمارهٔ ثبت ۲۲۱۷۷ به‌عنوان یکی از آثار ملی ایران به ثبت رسیده است.